# Cristian Coimbra
Cristian Michael Coimbra Arias (Santa Cruz, 31 dicembre 1988) è un calciatore boliviano, difensore del Club Blooming e della Nazionale boliviana.